# Reepschläger

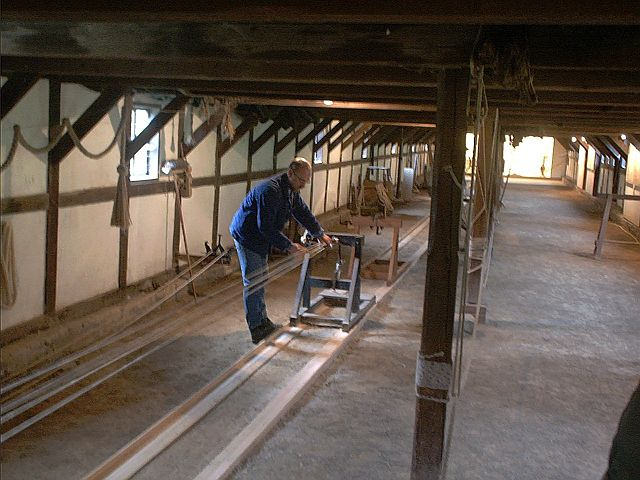
Alte Seilerei Hohenlimburg

Reepschläger ist ein traditioneller Handwerksberuf in der Seilherstellung. Im Süddeutschen und in der Schweiz wird der Beruf als Seiler bezeichnet.

## Tätigkeit
Der Reepschläger spannte zuerst eine Anzahl einzelner Reepe über die Länge der Reeperbahn und verdrillte oder verflocht diese Reepe später zu dickeren Trossen. Das Standardreep der britischen Marine, das British Naval Rope, war eine Kabellänge lang (180–220 Meter). Um ein Schiffstau von 20 Zoll Umfang zu fertigen, waren in der britischen Werft Chatham Dockyard bis zur Einführung von Dampfmaschinen 1836 über 200 Mann notwendig.
Heute werden Seile und Ähnliches auf so genannten Seilschlagmaschinen hergestellt.

## Name

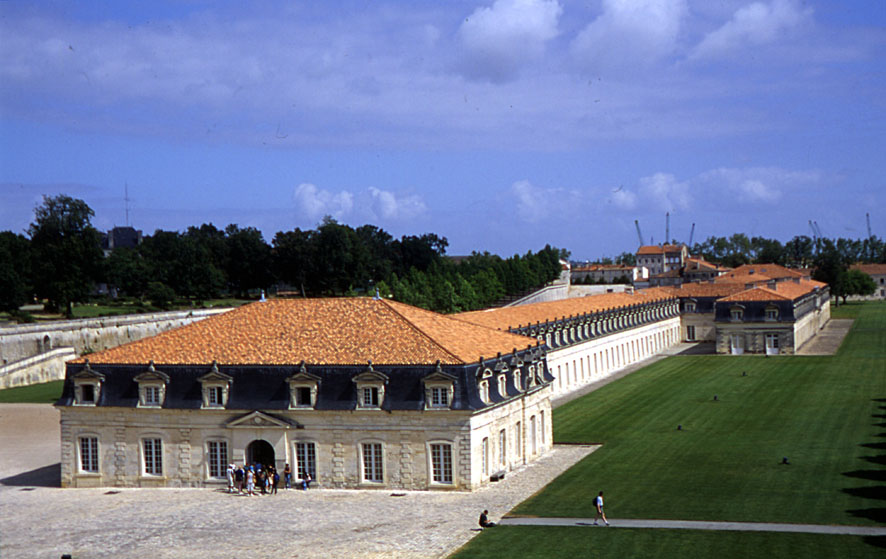
Die Reepschlägerei im Arsenal von Rochefort, La Corderie Royale

Der Arbeitsplatz eines Reepschlägers wird niederdeutsch als Reeperbahn (hochdeutsch auch Reiferbahn) bezeichnet. Da die fertigen Reepe üblicherweise eine erhebliche Länge, generell um die 200 Meter haben, waren die Reeperbahnen bis zu 400 m lang. Als sie nicht mehr benötigt wurden, wurden die Bahnen oftmals zu Straßen umgebaut, sodass es heute in mehreren Orten Straßen mit dem Namen Reeperbahn gibt. Weltbekannt ist die Reeperbahn im Hamburger Stadtteil St. Pauli. Außerdem gibt es in Bremen und Lübeck je eine Reepschlägerstraße.

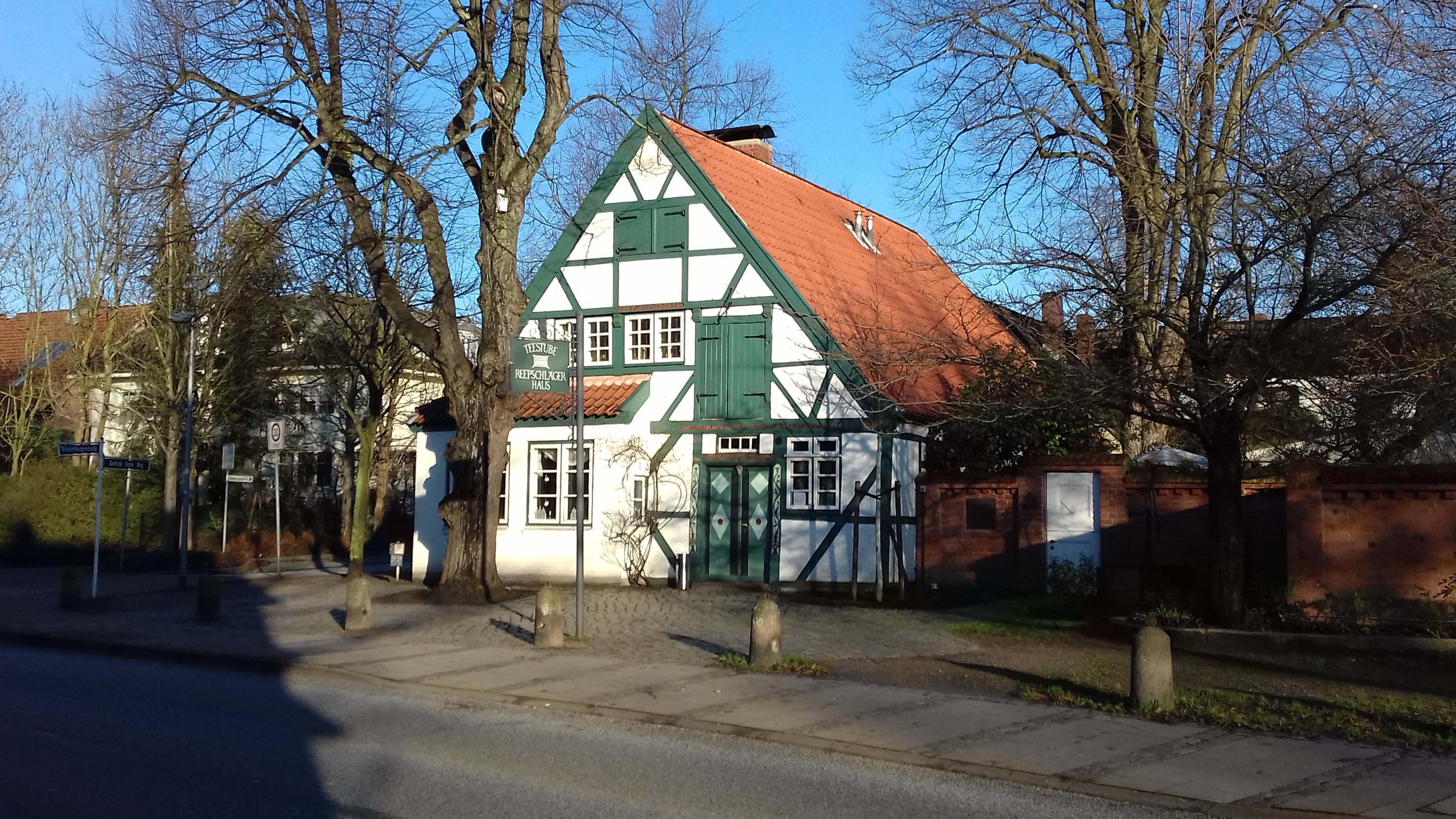
Reepschlägerhaus in Wedel

Der Familienname Repschläger geht auf die Berufsbezeichnung zurück. In Wedel steht das 1758 erbaute Reepschlägerhaus, welches bis 1964 als Handwerkshaus von Reepschlägern genutzt wurde und heute Denkmalschutz genießt. Es beherbergt eine Teestube.